# Д50
Д50 - радянський рядний шестициліндровий чотиритактний дизельний двигун з водяним охолодженням. Застосовувався на залізничному, а пізніше і водному транспорті.

## Проектування
У серпні 1945 року на Танковий завод № 75 (пізніше - Харківський завод транспортного машинобудування) в Харкові надійшла вказівка про початок робіт над створенням нового тепловоза (майбутній ТЕ1), скопіювавши американський Да (поступав по ленд-лізу). Однією з причин вибору цього заводу був великий досвід харківських інженерів по розробці танкових двигунів, які за параметрами і особливостям роботи багато в чому близькі локомотивним. Крім цього, ще в 1944 році на завод була направлена група конструкторів з Коломенського заводу, раніше евакуйованого в Кіров. Коломенський завод до військових подій займався створенням суднових двигунів, а також мав досвід побудови тепловозів.
Роботи з проектування двигуна нового тепловоза велися в дослідному цеху «1600». Конструкторам належало не просто скопіювати дизель ALCO 539T (двигун тепловозів Да), а перевести його розміри з дюймової в метричну систему і підігнати його під радянські стандарти. Безпосереднім керівником робіт був М. Д Вернер.
У кінці 1946 року був випущений перший дизель Д50.

## Різновиди
- Д50 — базова модель.Встановлювався на магістральних тепловозах ТЕ1 і ТЕ2.
- Д50С - судновий дизель, був встановлений на наступних кораблях: танкер «Генерал Азі-Асланов-», річкові криголами «Волга» і «Дон», морські буксири «Голіаф» та «Атлант», теплохід «Чайка» .
- 1 Д50 - встановлювався на пересувній залізничній електростанції ПЕ-1
- 2 Д50 - відрізнявся профілем кулачків газорозподільного вала, конструкцією турбоповітродувки і випускних колекторів. Встановлювався на маневрових тепловозах ТЕМ1. Існував також варіант з підвищеною потужністю (на 15%), застосовувався на окремих ТЕ2.
- 4 Д50 - судновий допоміжний дизель-генератор.
- 5 Д50 - встановлювався на китобійних суднах типу «Мирний».
- Д55 - газовий дизель, застосовувався на дослідному тепловозі ТЕ4.